# Duell der Gartenprofis
Duell der Gartenprofis ist eine Doku-Soap, die am 20. August 2017 erstmals im ZDF ausgestrahlt wurde. Seit dem 26. April 2020 wird die Sendung von Eva Brenner moderiert.

## Konzept
Thema der Sendung ist der Umbau und die Verschönerung eines Gartens. Dabei präsentieren die Gartenbesitzer ihren Garten mit ihrem Vorhaben. In jeder Sendung stellen zwei der Gartenprofis eine Idee mit einem Kostenvoranschlag den Besitzern vor und konkurrieren somit um den Auftrag. Das Konzept, für das sich die Besitzer entscheiden, wird anschließend umgesetzt.
Die Sendung ist eine Weiterentwicklung des Formats Der Nachbar in meinem Beet, das zwischen 2015 und 2016 auf demselben Sendeplatz ausgestrahlt wurde. Dabei gestalteten zwei benachbarte Familien den Garten der jeweiligen Nachbarfamilie nach ihren eigenen Vorstellungen um. Auch in diesem Format wirkten bereits Stefan Schatz und Frank Riese mit.

## Ausstrahlung

### Staffelübersicht
Die Erstausstrahlung erfolgt im ZDF. ZDFneo sendet regelmäßig Wiederholungen aller Staffeln.
| Staffel (Nr.) | Folgen (Anzahl) | Ausstrahlungsbeginn (Deutschland) | Ausstrahlungsende (Deutschland) | Bemerkungen                 |
| ------------- | --------------- | --------------------------------- | ------------------------------- | --------------------------- |
| 1             | 8               | 20. August 2017                   | 8. Oktober 2017                 | sonntags                    |
| 2             | 12              | 13. Mai 2018                      | 2. September 2018               | sonntags                    |
| 3             | 11              | 26. Mai 2019                      | 25. August 2019                 | sonntags                    |
| 4             | 21              | 26. April 2020                    | 20. September 2020              | sonntags                    |
| 5             | 18              | 28. März 2021                     | 24. Oktober 2021                | sonntags                    |
| 6             | 20              | 24. April 2022                    | 16. Oktober 2022                | sonntags                    |
| 7             | 17              | 07. Mai 2023                      | 22. Oktober 2023                | sonntags 5 Folgen mittwochs |
| 8             | 17              | 28. April 2024                    | 10. November 2024               | sonntags                    |
| 9             | 16              | 23. April 2025                    |                                 | 3 Folgen mittwochs sonntags |

Zudem wurden vier Episoden auf Mallorca unter dem Namen Duell der Gartenprofis on tour zwischen der zweiten und dritten Staffel ausgestrahlt.
Überdies gibt es elf Ausgaben der Lieblingsgärten, in denen die Gartenprofis nochmal bei den Besitzern der umgestalteten Gärten vorbeikommen, um zu sehen, wie sie sich entwickelt haben. Die ersten drei Episoden wurden im August 2021 ausgestrahlt, es folgten vier Episoden 2022. Im Juni 2023 folgten drei weitere Folgen und eine weitere im Juni 2024.
Seit 2023 gibt es das Spin-off Duell der Gartenprofis – Mein grünes Paradies. Darin treten die Gartenprofis ohne ihre Teams an. Stattdessen müssen die Gartenbesitzer unter Anleitung des Gartenprofis das Siegerkonzept umsetzen. Mein grünes Paradies wurde 2023 sonntags im Anschluss an die reguläre Ausgabe ausgestrahlt. 2024 wurden sieben zusätzliche Folgen Mein grünes Paradies mittwochs um 19:25 Uhr ausgestrahlt. 2025 folgten acht weitere Episoden, wieder mittwochs um 19:25 Uhr.
| Spin-off                                      | Staffel (Nr.) | Folgen (Anzahl) | Ausstrahlungsbeginn (Deutschland) | Ausstrahlungsende (Deutschland) | Bemerkungen            |
| --------------------------------------------- | ------------- | --------------- | --------------------------------- | ------------------------------- | ---------------------- |
| Duell der Gartenprofis on tour                | 1             | 4               | 28. April 2019                    | 19. Mai 2019                    | sonntags               |
| Lieblingsgärten                               | 1             | 11              | 08. August 2021                   | 23. Juni 2024                   | sonntags               |
| Duell der Gartenprofis – Mein grünes Paradies | 1             | 7               | 03. September 2023                | 22. Oktober 2023                | sonntags               |
| Duell der Gartenprofis – Mein grünes Paradies | 2             | 7               | 03. Juli 2024                     | 21. August 2024                 | mittwochs              |
| Duell der Gartenprofis – Mein grünes Paradies | 3             | 9               | 26. Februar 2025                  | 27. Juli 2025                   | mittwochs und sonntags |

## Cast
Als Gartenprofis treten regelmäßig folgende Landschaftsgärtner und Gartendesigner auf:
Frank Riese (seit 2017), Alexandra Lehne (seit 2018), Frank Dietl (seit 2018), Davit Arican (seit 2019), Nicole Johag (seit 2020), René Pütz (seit 2020), Dennis Thiele (seit 2021), Nico Sollazzo (seit 2021), Marius Surmann (seit 2022), Frank Egger (seit 2022), Sebastian Burggraf (seit 2023), Benjamin Balsam (seit 2024), Ines Friedrich (seit 2024), Fabian Herrmann (seit 2024), Catharina Baldauf (ab 2025) und Micha Rekowski (ab 2025).
Ehemalige Gartenprofis sind:
Stefan Schatz (2017–2020) und Max Plaßmann (2023).

## Rezeption
Das Duell der Gartenprofis erreicht regelmäßig Marktanteile von über 10 Prozent. Die Sendung vom 15. Juni 2025 (Staffel 9) erzielte mit 18,8 % den bislang höchsten Marktanteil (Zuschauer ab 3 J.).